# Chad Owens
(en) Statistiques sur pro-football-reference
(en) Statistiques sur statscrew
Chad Owens, né le 3 avril 1982 à Honolulu dans l'État d'Hawaï, est un joueur américain de football canadien et de football américain qui évolue aux positions de receveur éloigné (wide receiver en Europe) et de spécialiste des retours de bottés (returner en Europe). 
Il a joué trois saisons dans la National Football League (NFL) et neuf dans la Ligue canadienne de football (LCF), dont six avec les Argonauts de Toronto. 
Il remporte la coupe Grey et est désigné joueur par excellence de la ligue en 2012 après avoir remporté le titre de meilleur joueur de la ligue des unités spéciales en 2010. 

## Biographie

### Carrière scolaire et universitaire
Chad Owens nait à Honolulu (Hawaï) et fréquente la President Theodore Roosevelt High School (en) de sa ville natale où il pratique quatre sports : le football américain, le basket-ball, le baseball et l'athlétisme. Il est par la suite admis à l'université d'Hawaï à Mānoa où il fait partie de l'équipe de football américain des Rainbow Warriors de 2001 à 2004.
Lors de sa dernière saison avec les Warriors, il est désigné meilleur joueur (MVP) de l'Hawaii Bowl 2004. Cette saison-là, il est le meilleur receveur de la NCAA Division I FBS au nombre de touchdowns (touchés) inscrits en réception (17) et inscrits sur retours de punt ou botté de dégagement (5). Il se voit également décerner le Mosi Tatupu Award récompensant le meilleur joueur des unités spéciales de la NCAA.

### Carrière professionnelle
Éligible à la draft 2005 de la NFL, Owens est sélectionné en 185e choix global lors du sixième tour par la franchise des Jaguars de Jacksonville. Il commence la saison au poste de retourneur de punts (bottés de dégagement) mais après quelques erreurs dans le jeu, il est relégué dans l'équipe d'entraînement. Ce même scénario se répète l'année suivante. En 2007, il passe brièvement aux Buccaneers de Tampa Bay sans y jouer de match, puis revient à Jacksonville où il ne participe qu'à une seule rencontre. Libéré par son club après la saison, il joue dans l'Arena Football League pour le Crush du Colorado en 2008. Il est remarqué par Jim Popp, directeur général des Alouettes de Montréal de la Ligue canadienne de football, qui le convainc d'y tenter sa chance.
Owens s'aligne avec les Alouettes en 2009, mais ne parvient pas à supplanter Larry Taylor au poste de retourneur de bottés. Il est échangé aux Argonauts de Toronto en 2010 et y devient rapidement une vedette, dominant la LCF au niveau des retours de dégagements et des retours de bottés d'envoi. Il remporte le trophée John-Agro décerné au meilleur joueur des unités spéciales de la ligue. En 2012, il est désigné joueur par excellence de la ligue. Cette année-là, il établit le record de la ligue du plus grand nombre de yards (verges) gagnés au cumul des courses, des passes, et des retours de bottés sur une saison (3 863 yards),, record toujours d'actualité en 2022. Les Argos remportent la coupe Grey cette année-là.
Owens joue trois saisons de plus à Toronto, étant régulièrement utilisé tant comme receveur que pour les retours de bottés ; il est souvent le meilleur de son club dans ces deux rôles. Il est sélectionné dans l'équipe d'étoiles (All-Star) de la ligue à quatre reprises (2010-2012, 2014). À l'expiration de son contrat en fin de saison 2015, il est embauché pour une saison par les Tiger-Cats de Hamilton et y est utilisé essentiellement en tant que receveur. Il signe avec les Roughriders de la Saskatchewan en 2017 mais joue peu à cause d'une blessure à un pied. Il tente un retour en 2018, mais n'est pas retenu dans l'équipe finale.

## Trophées et honneurs
- Mosi Tatupu Award (meilleur joueur des unités spéciales de la NCAA) : 2004
- Joueur par excellence de la Ligue canadienne de football : 2012
- Trophée John-Agro (meilleur joueur de la ligue sur les unités spéciales) : 2010
- Finaliste de la division Est pour le trophée John-Agro : 2011
- Trophée Terry-Evanshen (joueur par excellence de la division Est) : 2012
- Équipe d'étoiles de la Ligue canadienne de football : 2010 à 2012, 2014
- Équipe d'étoiles de la division Est de la LCF : 2010 à 2014
- Sélectionné dans la seconde équipe d'étoiles de la décennie 2010 de la LCF[21].